# Stammerspitz
Stammerspitz är en bergstopp i Schweiz.   Den ligger i regionen Engiadina Bassa/Val Müstair och kantonen Graubünden, i den östra delen av landet, 220 km öster om huvudstaden Bern. Toppen på Stammerspitz är 3 254 meter över havet, eller 600 meter över den omgivande terrängen. Bredden vid basen är 6,0 km.
Terrängen runt Stammerspitz är huvudsakligen bergig, men västerut är den kuperad. Runt Stammerspitz är det mycket glesbefolkat, med 5 invånare per kvadratkilometer.. Närmaste större samhälle är Scuol, 12,2 km söder om Stammerspitz. 
Trakten runt Stammerspitz består i huvudsak av gräsmarker.